# Montézic
Montézic é uma comuna francesa na região administrativa de Occitânia, no departamento de Aveyron. Estende-se por uma área de 18,87 km². Em 2010 a comuna tinha 227 habitantes (densidade: 12 hab./km²).